# Styringomyia kala
Styringomyia kala är en tvåvingeart som beskrevs av Alexander 1955. Styringomyia kala ingår i släktet Styringomyia och familjen småharkrankar. Inga underarter finns listade i Catalogue of Life.